# 欧陽通
欧陽 通（おうよう とう、? - 691年）は、唐の書家。字は通師。本貫は長沙郡臨湘県。父は欧陽詢。子は欧陽幼明・欧陽幼譲・欧陽幼緘。高宗の儀鳳年間（676年 - 679年）、官は中書舎人になった。その後、累進して、武周の天授2年（691年）には司礼卿・判納言事となり、宰相の列に加わったが、間もなく張嘉福らが武承嗣を立てて皇太子にしたことに反対したため、武則天の怒りに触れて誅殺された。官爵（官職と爵位）は、神龍2年（706年）に追復されている。
父の欧陽詢を大欧陽、欧陽通を小欧陽と称される。幼少の時、父を失ったので、母の徐氏から書法を授けられ、その家学を継承した。遺存する作品は、『道因法師碑』（どういんほうしひ）と『泉男生墓誌銘』（せんだんせいぼしめい）のみである。

## 道因法師碑
建碑は、龍朔3年（663年）。碑の高さは、302cm、幅は、132cm。碑文は、34行で、各行73字あり、書体は楷書である。李儼（りげん）が撰文し、欧陽通が書した。西安碑林に現存する。書風は父の楷書を学び、隷法を交え、風骨があるが、父よりも起筆・収筆・転折を誇張しており、六朝楷書風の厳しさがある。
道因法師は、俗姓は侯氏で、濮州濮陽県の人。貞観19年（645年）に長安に出て、玄奘三蔵の訳経に協力し、顕慶3年（658年）71歳で長安の慧日寺（えにちじ）にて入寂した。それから5年後、慧日寺の徒衆門人らがこの碑を建てた。

## 泉男生墓誌銘
調露元年（679年）の書。書体は小楷。
書風は『道因法師碑』に比べて誇張がなく自然で、より父の書風に近い。近年出土し、現在河南省博物館蔵。